# Michael Jeter
Michael Jeter est un acteur et réalisateur américain, né le 26 août 1952 à Lawrenceburg (Tennessee) et mort le 30 mars 2003 à Los Angeles.

## Biographie
Fils de Virginia (mère au foyer) et William Jeter (10 mars 1922 - 1er mars 2010) (dentiste), Michael Jeter avait un frère, William, et quatre sœurs : Virginia, Amanda, Emily et Larie. 
Il étudia à l'Université de Memphis la médecine. Il change d'orientation pour apprendre le métier d'acteur. Il joua dans plusieurs pièces et comédies musicales au Circuit Théâtre, le Playhouse on the Square. 
Par la suite, il quitte Memphis pour poursuivre sa carrière d'acteur à Baltimore dans le Maryland. Il connut ses premiers succès sur les planches, notamment avec des pièces de théâtre et des spectacles musicaux comme Alice in Concert et Grand Hotel, qui vaut à Jeter un Tony Award pour sa prestation en 1990.
Au cinéma, c'est en tant que second rôle marquant, mis à part dans Drop Zone, Waterworld, qu'il s'est fait connaître, notamment grâce à ses interprétations dans Las Vegas Parano où il incarnait un spécialiste sur les drogues décalé invité à un congrès, La Ligne verte (où il incarnait Edouard Delacroix, le détenu avec la souris Mister Jingle), Jurassic Park 3 ou encore Open Range, l'un de ses derniers films.
À la télévision, il fut M. Noodle dans la série 1, rue Sésame. Très apprécié des enfants, il fut récompensé d'un Emmy Award pour son rôle dans la sitcom Evening Shades.
Homosexuel et ayant eu des problèmes d'alcoolisme et d'addiction à la drogue (toxicomanie, narcomanie ou pharmacodépendance), il vivait avec Sean Blue (de 1995 jusqu'en 2003, année de sa mort) et était séropositif depuis 1997. Sa mort n'a rien à voir avec sa séropositivité.
Michael Jeter a été retrouvé mort à son domicile à Hollywood le 30 mars 2003. Malgré la séropositivité, son compagnon a affirmé qu'il était en bonne santé et qu'il est décédé d'un infarctus à la suite d'une crise d'épilepsie.
Les films Le Pôle express (Boréal Express au Québec) et Open Range lui sont dédiés.

## Filmographie

### comme acteur
- 1979 : Hair de Miloš Forman : Sheldon
- 1979 : My Old Man (téléfilm) : George Gardner
- 1980 : Tant qu'il y aura des hommes (From Here to Eternity) (série télévisée) : Pvt. Ridgely
- 1980 : The Mating Season (téléfilm)
- 1981 : Ragtime de Miloš Forman : Special Reporter
- 1982 : Alice at the Palace (téléfilm) d'Emile Ardolino
- 1982 : Soup for One de Jonathan Kaufer : Mr. Kelp
- 1983 : Zelig de Woody Allen : Freshman #2
- 1986 : Une baraque à tout casser (The Money Pit) de Richard Benjamin : Arnie
- 1988 : Hothouse (série télévisée) : Art
- 1988 : Another World (série télévisée) : Arnie Gallo
- 1989 : Dead Bang, de John Frankenheimer : Dr. Krantz
- 1989 : Tango et Cash (Tango & Cash) d'Andreï Kontchalovski : Skinner
- 1990 : Just Like in the Movies : Vernon
- 1990 : Miller's Crossing des frères Coen : Adolph
- 1991 : The Fisher King : Le Roi pêcheur (The Fisher King) de Terry Gilliam : Homeless cabaret singer
- 1993 : Les Chroniques de San Francisco (Tales of the City) (feuilleton télévisé) : Carson Callas
- 1993 : When Love Kills: The Seduction of John Hearn (feuilleton télévisé) : Bob Black
- 1993 : Bank Robber : Night Clerk 1
- 1993 : Sister Act, acte 2 (Sister Act 2: Back in the Habit), de Bill Duke : Father Ignatius
- 1993 : Gypsy (téléfilm) : Mr. Goldstone
- 1994 : Drop Zone de John Badham : Earl Leedy
- 1995 : Waterworld de Kevin Reynolds : Old Gregor
- 1996 : The Boys Next Door (en) (téléfilm) : Arnold Wiggins
- 1996 : Petite Maman Noël (Mrs. Santa Claus) (téléfilm) : Arvo
- 1997 : Air Bud : Buddy star des paniers (Air Bud) de Charles Martin Smith : Norman F. 'Norm' Snively / Clown the Hound
- 1997 : La Souris (Mousehunt) de Gore Verbinski : Quincy Thorpe
- 1998 : Le Défi d'Atlantis Race for Atlantis : Pindar (ride introduction reel)
- 1998 : Las Vegas Parano (Fear and Loathing in Las Vegas) de Terry Gilliam : L. Ron Bumquist
- 1998 : Un chenapan au far-west (The Ransom of Red Chief) (TV) : Bill Driscoll
- 1998 : The Naked Man : Sticks Varona
- 1998 : C'est pas mon jour ! (Thursday) : Dr. Jarvis
- 1998 : Zack and Reba : Ores
- 1998 : Docteur Patch (Patch Adams) de Tom Shadyac : Rudy
- 1999 : Jugé coupable (True Crime) de Clint Eastwood : Dale Porterhouse
- 1999 : Jakob le menteur (Jakob the Liar) de Peter Kassovitz : Avron
- 1999 : La Ligne verte (The Green Mile) de Frank Darabont : Édouard Delacroix
- 2000 : Kid Quick (court-métrage) de Michael Dow : Dibble
- 2000 : South of Heaven, West of Hell : Uncle Jude
- 2000 : Intuitions (The Gift) de Sam Raimi : Gerald Weems
- 2000-2003 : 1, rue Sésame (Sesame Street) (série télévisée) : Mr. Noodle's Brother, Mr. Noodle
- 2001 : Jurassic Park 3 de Joe Johnston : Mr. Udesky
- 2002 : Bienvenue à Collinwood (Welcome to Collinwood) d'Anthony et Joe Russo : Toto
- 2002 : Disparition (Taken) (feuilleton télévisé) : William 'Bill' Jeffries
- 2003 : Open Range, de Kevin Costner : Percy
- 2004 : Le Pôle express (The Polar Express) de Robert Zemeckis : Smokey / Steamer

### Réalisateur
- 1990 : Evening Shade (série TV)

### Voix françaises
| - Philippe Peythieu dans : - Tango et Cash - Jurassic Park 3 - Roger Carel (*1927 - 2020) dans : - Las Vegas Parano - Air Bud : Buddy star des paniers | et aussi - Guy Chapellier dans The Fisher King : Le Roi pêcheur - Denis Boileau dans Sister Act, acte 2 - Michel Fortin (*1937 - 2011) dans Jakob le menteur - Gilbert Beugniot (*1940 - 2012) dans La Ligne verte - Jean Lescot (*1938 - 2015) dans Intuitions - Pierre Baton dans Open Range - Bernard-Pierre Donnadieu (*1949 - 2010) dans Le Pôle express (voix) |